# Malwin
Malwin – imię męskie, stanowiące męski odpowiednik żeńskiego imienia Malwina, pochodzenia literackiego.
Imię rzadkie. W styczniu 2025 r. w rejestrze PESEL, wśród publicznie dostępnych danych dotyczących osób żyjących, wykazano 30 mężczyzn o imieniu Malwin nadanym jako imię pierwsze.
Malwin imieniny obchodzi 4 lipca.